# Lypoglossa manitobae
Lypoglossa manitobae är en skalbaggsart som beskrevs av Vladimir I. Gusarov 2004. Lypoglossa manitobae ingår i släktet Lypoglossa och familjen kortvingar. Inga underarter finns listade i Catalogue of Life.